# 34817 Shiominemoto
34817 Shiominemoto è un asteroide della fascia principale. Scoperto nel 2001, presenta un'orbita caratterizzata da un semiasse maggiore pari a 1,8791623 UA e da un'eccentricità di 0,1181398, inclinata di 22,22824° rispetto all'eclittica.